# Callistoleon manselli
Callistoleon manselli là một loài côn trùng trong họ Myrmeleontidae thuộc bộ Neuroptera. Loài này được New & Matsura miêu tả năm 1993.